# Willi Steindl
Wilhelm "Willi" Steindl (Kitzbühel, 12 augustus 1992) is een Oostenrijks autocoureur.

## Carrière

### ADAC Formel Masters
Ondanks dat Steindl zijn kartcarrière begon in 2006, debuteerde hij in 2008 al ADAC Formel Masters voor het team Mücke Motorsport. Hij eindigde als elfde in het kampioenschap, mede dankzij twee overwinningen in de eerste ronde op Oschersleben.

### Formule 3
In 2009 stapte Steindl over naar het Duitse Formule 3-kampioenschap voor het team HS Technik Motorsport. Hij eindigde als elfde in het kampioenschap waarin hij zes keer in de punten finishte, maar miste de laatste twee ronden op de Sachsenring en op Oschersleben.
Steindl bleef in 2010 in de Duitse Formule 3 rijden, maar veranderde van team naar Van Amersfoort Racing. Hij werd nu zevende in het kampioenschap met zijn eerste overwinning in de laatste race van het seizoen op Oschersleben.

### GP3 Series
Het was de bedoeling dat Steindl in 2011 naar de GP3 Series zou promoveren, waar hij opnieuw voor Mücke Motorsport ging rijden. Een paar dagen voor de start van het seizoen werd hij echter vervangen door de Brit Luciano Bacheta.